# Polygonum hissaricum
Polygonum hissaricum là một loài thực vật có hoa trong họ Rau răm. Loài này được Popov miêu tả khoa học đầu tiên năm 1924.